# Криворучко Світлана Володимирівна
Світлана Володимирівна Криворучко (нар. 21 листопада 1975, Полтава) — український журналіст та телевізійний менеджер. Заслужений журналіст України (2008). 

## Біографія

### Ранні роки. Освіта
Народилася 21 листопада 1975 року у м. Полтава.
1998 року закінчила Інститут журналістики Київського університету імені Т. Г. Шевченка. Кандидат філологічних наук.

### Кар'єра
Протягом 1995 – 1996 років обіймала посаду керівника редакції газети «City» в АТ «Компанія «Нерухомість».
У 1996 -1998 роках працювала редактором програми «Хроніка дня» в Українській незалежній ТВ-Корпорації. 
З 1998 року працювала провідним спеціалістом прес-служби Київської міської держадміністрації. Згодом, у 2001 році очолила відділ прес-служби Управління координації діяльності засобів масової інформації в Головному управління преси та інформації КМДА. В липні 2001 року стала керівником проекту ДП НПО «Поверхность». Протягом 2007 – 2010 років обіймала посаду директора інформаційно-публіцистичного мовлення Державного комунального підприємства «Телерадіокомпанія «Київ». 20 грудня 2010 року призначена директором «Телекомпанії «Київ».
У 2013 році на телеканалі "Київ"  здійснили повне технічне переоснащення каналу. ".. тож маємо нове найсучасніше обладнання. Ми змінили логотип, вперше за 7 років ми змінили ID каналу. Ми оновили програми, які тепер мають сучасний дизайн та якісну картинку. Хочеться, аби канал «Київ» і надалі семимильними кроками рухався вперед і розвивався для улюбленого глядача», - зазначила директор телеканалу Світлана Криворучко.

## Цитати
Телебачення - це командна гра, і якщо ти - одинак, то телебачення не для тебе. Адже твій результат, твій успіх залежать і від оператора, і від відеоінженера, і від ефірного режисера. А якщо ти - командна людина, то тоді ти - кращий у телевізійній журналістиці. І ще одна відмінна риса справжнього журналіста - уміння жити серцем. Тільки той, хто не може залишатися байдужим до чужої біди, називається справжнім журналістом.

## Життєве кредо
Якщо Ви є, будьте першими; В житті треба грати лише головні ролі. 

## Нагороди
Заслужений журналіст України (2008).